# Eubucco
Eubucco – rodzaj ptaków z podrodziny brodaczy (Capitoninae) w rodzinie tukanowatych (Ramphastidae).

## Zasięg występowania
Rodzaj obejmuje gatunki występujące w Ameryce Południowej i Centralnej.

## Morfologia
Długość ciała 14,5–17 cm; masa ciała 24,5–45 g.

## Systematyka

### Etymologia
- Eubucco: gr. ευ eu „ładny, piękny”; rodzaj Bucco Temminck, 1820[a] (pstrogłów)[5].
- Abelterus: gr. αβελτερος abelteros „głupi”, od negatywnego przedrostka α- a-; βελτερος belteros „lepszy”, forma wyższa od αγαθος agathos „dobry”[6]. Gatunek typowy: Capito richardsoni G.R. Gray, 1846.

### Podział systematyczny
Do rodzaju należą następujące gatunki:
- Eubucco richardsoni (G.R. Gray, 1846) – brodacz żółtogardły
- Eubucco tucinkae (von Seilern, 1913) – brodacz szkarłatnogłowy
- Eubucco bourcierii (Lafresnaye, 1845) – brodacz czerwonogłowy
- Eubucco versicolor (Statius Müller, 1776) – brodacz pstry